# ヒア & ゼア こことよそ
『ヒア & ゼア こことよそ』（フランス語: Ici et Ailleurs、「こことほかのどこか」の意）は、ジャン＝リュック・ゴダールとアンヌ＝マリー・ミエヴィルの共同監督による1976年（昭和51年）の映画である。「ジガ・ヴェルトフ集団」の一部としてゴダールとジャン＝ピエール・ゴランが1970年（昭和45年）に製作した親パレスティナ映画『勝利まで』のフッテージを使用して製作された。

## 概要
『ヒア & ゼア こことよそ』は、ゴダールの過渡期の始まりを示す作品であり、そこでゴダールは、ビデオによる実験を行ない、政治論争から移行し、人々が自分自身と他者たちとを知覚する方法の調査にいたっている。そのようにして、彼のラジカル時代の作品群とのちのビデオ中心の作品とのどちらからもたくさんの引用を共有し、ジガ・ヴェルトフ集団の理想と方法への批評を同時に供給した。
本作は、アンヌ＝マリー・ミエヴィルとの最初のプロジェクトでもあり、ミエヴィルは現在も公私ともに主要な共同作業者でありつづけている。

## 関連事項
- ジャン＝リュック・ゴダール監督作品一覧

## 註
1. 1 2 3  en:Here and Elsewhereの記述を参照。